# Кей, Уильям
Уильям Кей (англ. William Keay; 17 февраля 1852, Глазго, Шотландия — 30 декабря 1921, там же) — шотландский футболист и судья. Первый арбитр, судивший официальный международный футбольный матч.

## Биография
Уроженец Глазго был членом первоначального состава команды «Куинз Парк». Первый известный матч с его участием состоялся 24 сентября 1870 года: во встрече с клубом «Гамильтон Гимназиум» нападающий отметился забитым мячом. Последнее известное появление Уильяма на поле произошло 21 декабря 1872 года в матче против команды «Вейл оф Левен». Нападающий выступал за «Куинз Парк» до 1874 года, однако в последние годы он не был на ведущих ролях в клубе из-за судейской деятельности. Уильям не только играл за «пауков», но и был их почётным казначеем.
Уильям также работал футбольным арбитром. 30 ноября 1872 года он судил первый официальный международный футбольный матч между национальными сборными Шотландии и Англии. В этой встрече он также был заявлен в качестве запасного игрока шотландской национальной команды. Основанная в 1873 году Шотландская футбольная ассоциация привлекла Уильяма к судейству соревнований, проводимых под её эгидой.
Бывший футболист и судья умер в родном Глазго 30 декабря 1921 года.